# XXXV Congreso Eucarístico Internacional

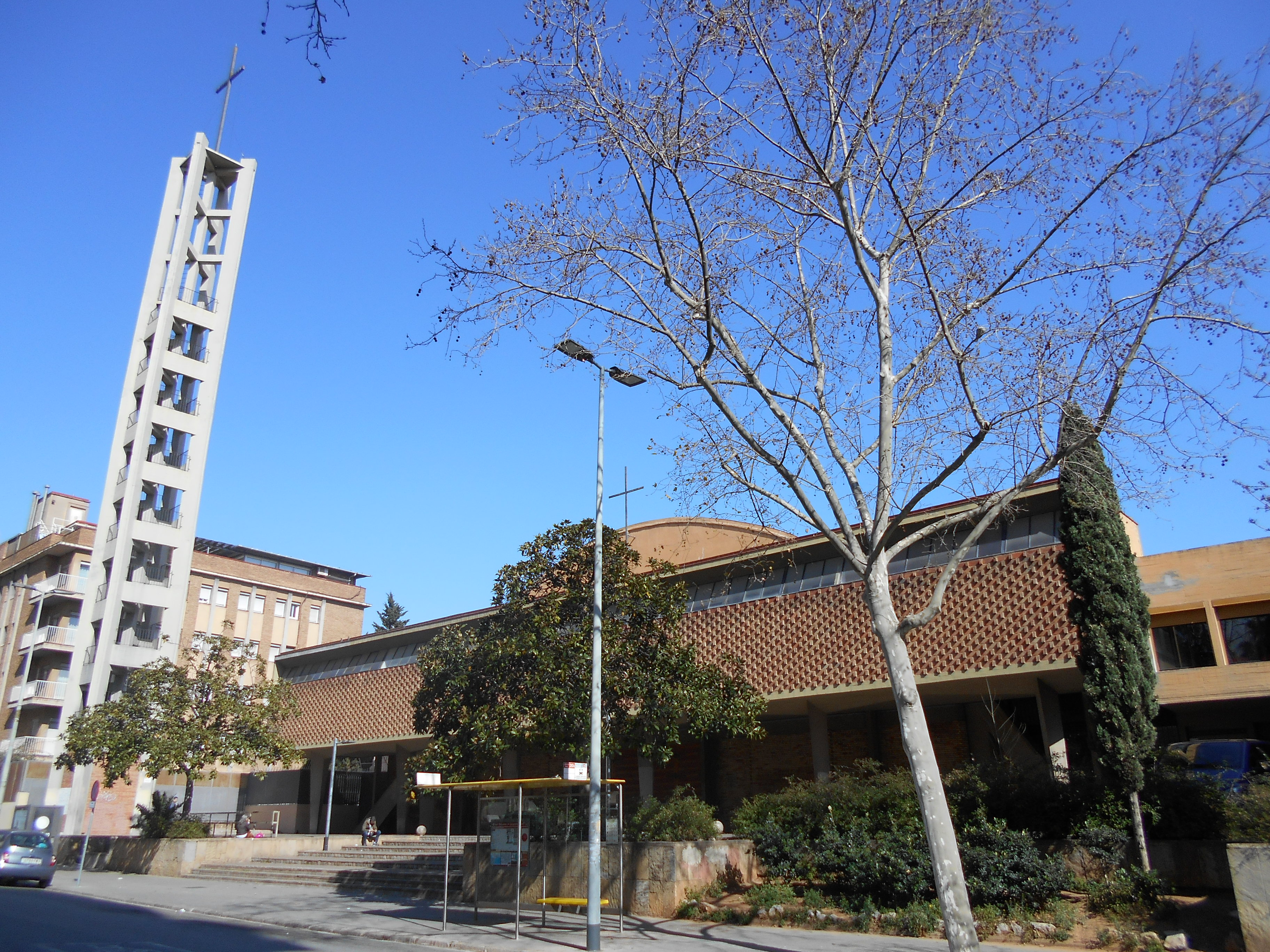
Iglesia de San Pío X, en el barrio del Congreso, obra de Josep Soteras.

El XXXV Congreso Eucarístico Internacional tuvo lugar en Barcelona en 1952, durante el pontificado de Pío XII. Sucedió al congreso celebrado en 1938 en Budapest (Hungría), después del parón provocado por la Segunda Guerra Mundial, y fue el segundo celebrado en España tras el XXII Congreso Eucarístico Internacional de Madrid de 1911. Un Congreso Eucarístico Internacional es una asamblea de la Iglesia católica que, convocada por el papa, se reúne durante unos días en una ciudad determinada por la Santa Sede, para dar culto a la Eucaristía y orientar la misión de la Iglesia Católica en el mundo. Reúne a obispos, sacerdotes, religiosos y fieles laicos presididos por el mismo papa o por un delegado nombrado ad hoc.

## Historia

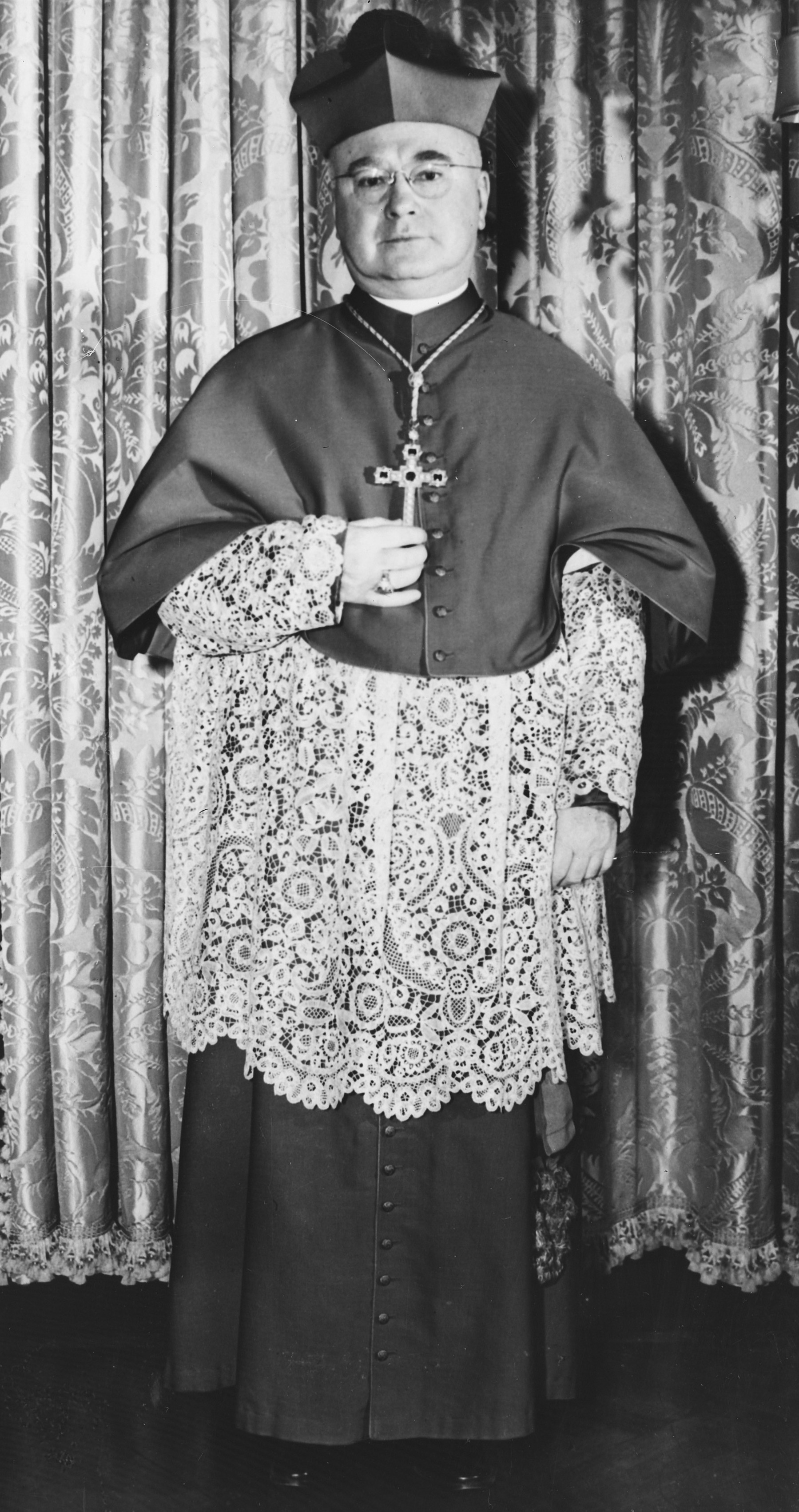
El cardenal estadounidense Francis Spellman fue uno de los doce cardenales que asistieron al Congreso. Durante el mismo afirmó: «Todo el mundo en España quiere a Franco».

El Congreso se celebró entre el 27 de mayo y el 1 de junio de 1952 bajo el lema La Eucaristía y la Paz. Fue promovido por el obispo de Barcelona, Gregorio Modrego, y fue uno de los eventos más relevantes de la historia de la diócesis de Barcelona. Participaron 77 países y 300 000 congresistas, entre ellos 12 cardenales, 302 arzobispos, obispos y abades y 15 000 sacerdotes, religiosos y seminaristas. Entre otros actos, hubo una ordenación de 820 presbíteros en el Estadio de Montjuic, la más multitudinaria de la historia. Asistió al Congreso el dictador Francisco Franco, que llegó el 28 de mayo a bordo del crucero Miguel de Cervantes, junto a su esposa Carmen Polo.
En el programa del Congreso se impartieron diversos seminarios y conferencias en la Universidad de Barcelona, dedicados a temas como la liturgia, la teología dogmática, las sagradas escrituras, la moral, el derecho, la sociología pastoral, la pedagogía, la historia, la arqueología y la teología oriental. En ellos participaron expertos internacionales como Pius Parsch, Llorenç Riber, Réginald Garrigou-Lagrange, Agustín Bea y Paul Claudel. También se celebraron nueve exposiciones, como la de arte eucarístico antiguo en el Museo de Historia de Barcelona, así como una Feria Nacional del Libro Español, y se representaron autos sacramentales del Siglo de Oro español.
La clausura del Congreso tuvo lugar en la confluencia de las avenidas Diagonal y Pedralbes, en la plaza que sería bautizada con el nombre de Pío XII. Para la ocasión se instaló un altar provisional en medio de la plaza, obra de Josep Soteras. Fue celebrada por el cardenal Federico Tedeschini, con la asistencia de Franco, y participaron 1 500 000 personas. El papa Pío XII envió un mensaje radiofónico para la ocasión.

## Actos del Congreso
- 27 de mayo: recibimiento del cardenal Tedeschini e inauguración del Congreso en la Catedral de Barcelona.
- 28 de mayo: La Eucaristía y la Paz familiar, reunión de 200 000 congresistas en la plaza de Pío XII.
- 29 de mayo: La Eucaristía y la paz individual y social, reunión de obreros y campesinos en la Basílica de Santa María del Mar.
- 30 de mayo: La Eucaristía y la paz internacional, administración de la Eucaristía a enfermos en hospitales; reunión del Ministro de Relaciones Exteriores de España y el Legado Papal.
- 31 de mayo: La Eucaristía y la paz eclesiástica, sesión académica en el Palacio Nacional; jornada poética sobre la Eucaristía en el Palacio de la Música Catalana.
- 1 de junio: ceremonia de clausura en la plaza de Pío XII.[3]

## Urbanismo
El Congreso permitió la urbanización de un nuevo barrio conocido como Congreso, en el distrito de Sant Andreu, proyectado por Josep Soteras, Carles Marquès y Antoni Pineda. El conjunto incluía un complejo de 3 000 viviendas, 300 locales comerciales, una iglesia (parroquia de San Pío X) y diversos servicios y equipamientos escolares, deportivos y culturales. La iniciativa fue del obispo Gregorio Modrego, quien quiso promover la construcción de una serie de viviendas sociales que paliase la masiva llegada de olas migratorias que se estaba produciendo esos años. El conjunto tiene 16,5 hectáreas, con alternancia de manzanas abiertas y cerradas, y supuso una de las mayores promociones urbanísticas de la Barcelona de tiempos de la dictadura.
En el resto de la ciudad condal también se realizaron diversas reformas, como la apertura de las avenidas Príncipe de Asturias e Infanta Carlota (actualmente de Riera de Cassoles y de Josep Tarradellas, respectivamente). Se colocó una fuente monumental en el cruce de la Gran Vía de las Cortes Catalanas con el paseo de Gracia, obra también de Josep Soteras. Se ajardinó la plaza de Calvo Sotelo (actualmente de Francesc Macià), con un proyecto de Nicolás María Rubió Tudurí. En la plaza de Cataluña se instaló provisionalmente un pilar de 35 m de altura coronado por una cruz, que se iluminaba por la noche, rodeado de astas con las banderas de todos los países participantes. También se instaló en la avenida Diagonal el Monumento a los Caídos, obra de los arquitectos Adolfo Florensa y Joaquim Vilaseca y del escultor Josep Clarà (en 2001 la escultura fue trasladada al MNAC y el monumento derribado en 2005).